# Kanton Potolo
Der Kanton Potolo ist ein Verwaltungsbezirk im Departamento Chuquisaca im südamerikanischen Anden-Staat Bolivien.

## Lage im Nahraum
Der Kanton Potolo ist einer von dreizehn Cantones des Municipios Sucre in der Provinz Oropeza und liegt im westlichen Teil des Municipios. Es grenzt im Nordwesten, Westen und Süden an das Departamento Potosí, im Südosten an den Kanton Maragua, und im Nordosten an den Kanton Chaunaca.
Der Kanton erstreckt sich zwischen 18° 57' 30" und 19° 06' südlicher Breite und 65° 27' 30" und 65° 35' westlicher Breite, er misst von Norden nach Süden bis zu fünfzehn Kilometer und von Westen nach Osten bis zu zwölf Kilometer. Der Kanton besteht aus 33 Ortschaften (localidades), zentraler Ort ist Potolo mit 451 Einwohnern (2001) im zentralen Teil des Kantons.

## Geographie
Der Kanton Potolo liegt östlich des bolivianischen Altiplano am Westrand der Cordillera Central. Das Klima ist ein gemäßigtes Höhenklima und ein typisches Tageszeitenklima, bei dem die mittlere Temperaturschwankung im Tagesverlauf stärker ausfällt als im Jahresverlauf.
Die Jahresdurchschnittstemperatur in den Tallagen der Region liegt bei etwa 16 °C (siehe Klimadiagramm Sucre), die Monatsdurchschnittswerte schwanken zwischen 14 °C im Juni/Juli und 17 °C im Oktober/November. Der Jahresniederschlag beträgt etwa 700 mm und weist fünf aride Monate von Mai bis September mit Monatswerten unter 25 mm auf, und eine deutliche Feuchtezeit von Dezember bis Februar mit Monatsniederschlägen zwischen 125 und 150 mm.

## Bevölkerung
Die Einwohnerzahl des Kantons ist in dem Jahrzehnt zwischen den Volkszählungen von 1992 und 2012 weitgehend unverändert geblieben:
| Jahr | Einwohner | Quelle           |
| ---- | --------- | ---------------- |
| 1992 | 2657      | Volkszählung     |
| 2001 | 2847      | Volkszählung     |
| 2012 | 2672      | noch keine Daten |

Die Region weist einen hohen Anteil an Quechua-Bevölkerung auf, im Municipio Sucre sprechen 61,6 Prozent der Bevölkerung Quechua.

## Gliederung
Der Kanton Potolo gliedert sich in die folgenden acht Unterkantone (vicecantones):
- Comunidad Caraviri – 1 Ortschaft – 106 Einwohner (2001)
- Comunidad Chullpas – 18 Ortschaften – 304 Einwohner
- Comunidad Janac K'Uchu – 2 Ortschaften – 115 Einwohner
- Comunidad Maracori – 1 Ortschaft – 82 Einwohner
- Comunidad Potolo – 6 Ortschaften – 1259 Einwohner
- Comunidad Sacopaya – 1 Ortschaft – 395 Einwohner
- Comunidad Sayaca – 1 Ortschaft – 120 Einwohner
- Comunidad Potolo – 3 Ortschaften – 466 Einwohner